# テルミック
株式会社テルミック（英: TELMIC Corp.）は、コンサートやテレビなどの美術制作を行っている日本の企業である。

## 概要
テルミックの主な事業は、コンサート、テレビ、イベント、舞台などの映像・機械・電飾装置の設計、製造、プログラミングおよび設営、操作である。
2012年に三精テクノロジーズに買収され、同社の完全子会社となった。

## 主な制作実績

### テレビ

#### NHK
- NHK紅白歌合戦
- J-MELO

など

#### 日本テレビ
- おしゃれイズム
- Going!Sports&News
- ザ!世界仰天ニュース
- THE MUSIC DAY
- 笑点
- 世界一受けたい授業
- ダウンタウンDX
- ダウンタウンのガキの使いやあらへんで!
- 24時間テレビ 「愛は地球を救う」
- News Zero

など

#### テレビ朝日
- アメトーーク!
- クイズタイムショック
- クイズプレゼンバラエティーQさま!!
- くりぃむクイズ ミラクル９
- サンデーLIVE!!
- 報道ステーション
- ミュージックステーション
- ワイド!スクランブル

など

#### TBSテレビ
- 教えてもらう前と後
- 林先生が驚く初耳学!

など

#### テレビ東京
- 開運!なんでも鑑定団
- THEカラオケ★バトル
- 出没!アド街ック天国
- たけしのニッポンのミカタ!
- 日経スペシャル カンブリア宮殿

など

#### フジテレビ
- FNS歌謡祭
- ENGEIグランドスラム
- 今夜はナゾトレ
- 痛快TV スカッとジャパン
- ネプリーグ
- VS嵐
- めざましテレビ

など

### コンサート
- 安室奈美恵
- 嵐
- E-girls
- EXILE
- AKB48
- 桑田佳祐
- 欅坂46
- コブクロ
- 三代目J Soul Brothers from EXILE TRIBE
- DREAMS COME TRUE
- 乃木坂46
- back number
- B'z
- 星野源
- Mr.Children
- Little Glee Monster

など

### イベント
- AKB48握手会
- 女芸人No.1決定戦 THE W
- サマーソニック
- 東京オートサロン
- 東京モーターショー

など

## 事業拠点
- 本社（東京都台東区）
- 吉川工場（埼玉県吉川市）